# Albert Chavaz
Albert Chavaz, né le 6 décembre 1907 à Genève, décédé le 17 janvier 1990 à Sion, est un artiste-peintre suisse rattaché à l’École des Pâquis et à l’École de Savièse.

## Biographie
Albert Chavaz, fils d'Alphonse, boulanger, et de Joséphine, née Perréard (une Française de La Balme-de-Sillingy) est l'aîné d'une famille de neuf enfants. Il étudie au Collège Saint Joseph de Thonon où, sous l'impulsion d'un professeur, il commence à s'intéresser à l'art pictural. Il débute ensuite un apprentissage de boulanger qu'il n'achève pas. Grâce à sa mère, il est admis en 1927 à l'École des Beaux-Arts de Genève, où il suit l'enseignement de Fernand Bovy et Philippe Hainard, entre autres. Dès le début de sa carrière artistique, il fait partie de l'École des Pâquis, qu'animent alors Alexandre Cingria et Jean-Louis Gampert. Il y fait la connaissance du peintre genevois Émile Chambon dont il restera proche sa vie durant et avec lequel il échangera une très importante correspondance. En 1931, il reçoit le prix Harvey pour un portrait de Jeanne Delabays qui sera exposé au Salon national suisse des beaux-arts au Palais des Expositions à Genève.
Dans les années 1930, il devient membre de la section beaux-arts du mouvement nationaliste de l'Union Nationale.
Grâce à une bourse de la Confédération, dès 1933, il étudie à Paris à l'Académie de la Grande Chaumière. En 1934, il travaille ensuite en Valais à la décoration de l'église de Fully. Ce canton devient dès lors le point central de sa carrière artistique. En 1940, à Savièse, il rencontre Julie Luyet, l'épouse un an plus tard et s'installe dans la commune. Ils auront 6 enfants.
Il réalise, dans toute la Suisse, de nombreuses peintures murales dans des églises, institutions publiques et privées, ainsi que chez des particuliers et illustre également des livres. En 1944, il reçoit, un prix du Comité de la Fondation Gaspard Vallette de Genève, pour l'ensemble de son œuvre.
En 1957, une grande rétrospective de son œuvre est organisée au Musée de la Majorie à Sion. Puis, 10 ans plus tard, c'est le Musée d'art et d'histoire de Fribourg qui organise une exposition à l'occasion de son 60e anniversaire.
Il perd son épouse en 1977. Une grande rétrospective de son œuvre est organisée à la Fondation Gianadda à Martigny et au Musée cantonal des beaux-arts de Sion, en 1983. Pour son 80e anniversaire, il est fait bourgeois d'honneur de la commune de Savièse. Le 17 janvier 1990, Chavaz meurt à l'hôpital de Sion, il repose avec son épouse à Savièse.
Albert Chavaz appartient, avec Raphaël Ritz, Édouard Vallet, Ernest Biéler et d'autres, à ce qu'on appelle, l'École de Savièse.

## Hommage posthume
Pour célébrer le 100e anniversaire de sa naissance, la Fondation Gianadda à Martigny organise, du 6 décembre 2007 au 9 mars 2008, une grande exposition Albert Chavaz.
En 2018, la famille et les amis d'Albert Chavaz officialisent la création de la Fondation Albert Chavaz, en l'honneur du peintre. La Fondation a pour mission l'étude, la conservation et la mise en valeur de l’œuvre du peintre suisse .

## Exposition permanente
Une sélection d'œuvres d'Albert Chavaz sont visibles en permanence au sein de différents espaces d'exposition valaisans :
- Salle Chavaz, Espace d'exposition de la Collection communale de Savièse
- Espace "Chavaz", Relais du Mont d'Orge, Sion
- Atelier de l'artiste, Savièse